# Vigliano Biellese

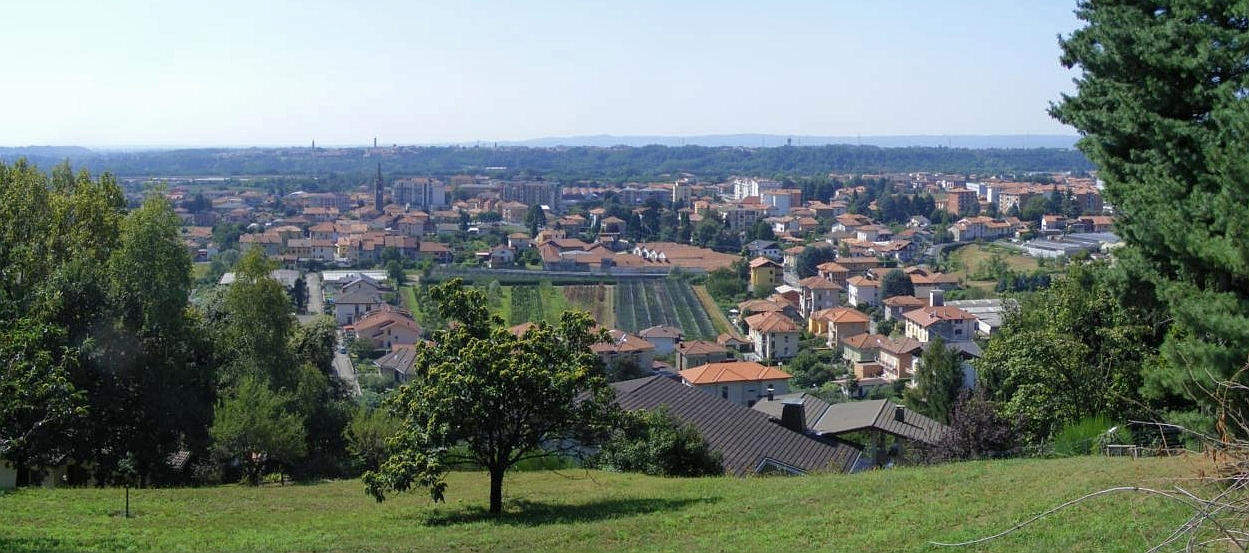
Vigliano Biellese nhìn từ trên cao

Vigliano Biellese là một đô thị ở tỉnh Biella vùng Piedmont của nước Ý, có vị trí cách khoảng 60 km về phía đông bắc của of Torino và khoảng 3 km về phía đông nam của of Biella. Tại thời điểm ngày 31 tháng 12 năm 2004, đô thị này có dân số 8.406 người và diện tích là 8,4 km².
Vigliano Biellese giáp các đô thị: Biella, Candelo, Cerreto Castello, Cossato, Ronco Biellese, Valdengo.